# Le Pop
Le Pop is het debuutalbum van Katzenjammer. Het werd voor het eerst uitgebracht in Noorwegen op 29 september 2008. De liedjes "A Bar in Amsterdam" en "Tea with Cinnamon" werden als singles uitgebracht. Op enkele uitgaven van het album staat het bonusnummer "Ain't No Thang".

## Tracklist
| Nr. | Titel                      | Duur |
| --- | -------------------------- | ---- |
| 1.  | Overture                   | 1:04 |
| 2.  | A Bar in Amsterdam         | 3:28 |
| 3.  | Tea With Cinnamon          | 3:53 |
| 4.  | Hey Ho on the Devil's Back | 3:47 |
| 5.  | Virginia Clemm             | 4:32 |
| 6.  | Le Pop                     | 2:21 |
| 7.  | Der Kapitän                | 2:44 |
| 8.  | Wading in Deeper           | 4:03 |
| 9.  | Play My Darling, Play      | 3:47 |
| 10. | To the Sea                 | 2:27 |
| 11. | Mother Superior            | 5:38 |
| 12. | Ain't No Thang             | 2:47 |